# Bayou orthohantavirus
Bayou orthohantavirus (англ.), ранее Bayou virus, — вид вирусов из семейства Hantaviridae порядка Bunyavirales. Является вторым по значимости после вируса Син Номбре возбудителем хантавирусного кардиопульмонального синдрома в южной части Соединённых Штатов Америки.
Впервые вирус был обнаружен в 1994 году группой исследователей, проводивших вскрытие пациента, скончавшегося от кардиопульмонального синдрома. В тканях пораженного органа были обнаружены частички РНК вируса, которые не совпадали ни с одним из известных видов. Группой было принято решение дать открытому вирусу название «Байу» в честь географического объекта, находящегося рядом с местом смерти пациента. В 2017 году в связи с выделением порядка Bunyavirales и ревизией рода Hantavirus название вида изменено, как и у большинства других относящихся к порядку таксонов.
Природным переносчиком вируса является болотный рисовый хомяк, хотя вирус был также обнаружен у щетинистых хлопковых хомяков (Sigmodon hispidus), белоногих хомячков (Peromyscus leucopus), рыжих полевых хомячков (Reithrodontomys fulvescens) и северных карликовых хомячков (Baiomys taylori). Тем не менее, только у болотных рисовых хомяков вирус был обнаружен как в тканях организма, так и в помёте, из чего был сделан вывод о переходе вируса от одного вида к другому.